# Michelle Smith
Michelle Smith (16 de Dezembro de 1969, Rathcoole, Condado de Dublin), também conhecida pelo seu nome de casada como Michelle de Bruin (após o casamento com o lançador de discos Erik de Bruin), é uma nadadora irlandesa.. Michelle é a primeira irlandesa campeã olímpica.
Ganhou três medalhas de ouro Jogos Olímpicos de Atlanta em 1996, nos 400 m, 400 m nado livre e 200 metros nado medley. Também ganhou uma medalha de bronze nos 200 metros nado borboleta.